# Curcuma pseudomontana
Curcuma pseudomontana là một loài thực vật có hoa trong họ Gừng. Loài này được John Graham mô tả khoa học đầu tiên năm 1839. Tên bản địa là sinderbur, sinderwanee hay shindelwan, hellownda, tên tiếng Anh là Hill turmeric, nghĩa là nghệ đồi. Neotype: Škorničková 73402 thu thập ngày 19 tháng 6 năm 2003 trên sườn dốc gần làng St. Xavier, Khandala, ở cao độ 559 m, tại tọa độ 18°45′1,2″B 73°22′3,84″Đ / 18,75°B 73,36667°Đ, huyện Pune, bang Maharashtra, Ấn Độ.

## Phân bố
Loài này có tại Đông và Tây Ghats, Ấn Độ (các bang Kerala, Karnataka, Andhra Pradesh, không chắc chắn có tại các bang Maharashtra, Madhya Pradesh). Nó được tìm thấy ở những nơi râm mát thường ẩm ướt ở rìa các khu rừng ẩm ướt hoặc đồng cỏ, ở các khu vực ven sông, ở độ cao 50-1.000 m dọc theo sườn phía tây của Western Ghats. Nó cũng xuất hiện ở cả rừng lá sớm rụng ẩm ướt và rừng bán thường xanh. Sự gắn kết với nấm rễ đã được tìm thấy.

## Mô tả
Loài cây thân thảo có thân rễ sống lâu năm, cao tới 75 cm, mọc thẳng. Lá ở cây sum sê dài 2–3 ft (30–60 cm) gồm cả cuống lá; thon về phía 2 đầu, rộng 6-9 inch (15–23 cm), màu xanh lục. Cán hoa trung tâm (Graham mô tả theo mẫu cây thu thập cuối mùa, trên thực tế C. pseudomontana là loài cây có quả và ra hạt, có cụm hoa ở bên vào đầu mùa và cụm hoa trung tâm vào cuối mùa), lá bắc thuôn tròn rộng, xanh lục, với rìa thường sẫm, nâu hay ánh đỏ. Mào mặt dưới màu tía, mặt trên màu hồng sẫm hay tía ánh hồng rất đẹp, gợn sóng. Hoa màu vàng tươi, dài 3 cm, rộng 4 cm, với 2-3 hoa mỗi lá bắc sinh sản. Thân hành hay rễ thuôn dài. Từ nó tỏa ra các sợi rễ khá mập, với các củ thuôn tròn, nhỏ, cỡ củ khoai tây, ở tận cùng. Các củ ruột trắng.
C. pseudomontana gần giống với C. montana. C. pseudomontana và C. montana có nhiều đặc điểm chung về hoa và sinh dưỡng và xuất hiện trong các môi trường sống tương tự. Các cụm hoa của C. pseudomontana là ở bên vào đầu mùa mưa và ở trung tâm vào cuối mùa mưa, với các lá bắc vô sinh (mào) của nó có màu sắc thay đổi; trong khi các cụm hoa của C. montana là ở trung tâm. Sự tương tự này làm cho Baker gộp C. pseudomontana vào C. montana trong The Flora of British India (1890).

## Sử dụng
Trong quá khứ củ của C. pseudomontana được người bản địa luộc ăn khi lương thực khan hiếm và đắt đỏ. Hiện nay, C. pseudomontana được sử dụng để sản xuất bột dong, cũng như luộc để ăn như một nguồn cung cấp tinh bột trong thời kỳ đói kém và sử dụng trong y học địa phương và bộ tộc. Lá được dùng làm đồ đựng thức ăn. Nó cũng được mua bán thương mại như một cây thuốc.
Rễ được luộc kỹ để ăn và được cho là có ích trong việc chống lại phong cùi, kiết lỵ, bệnh tim mạch và suy nhược nói chung. Các bộ tộc Savara ở Đông Ghats tại bang Andhra Pradesh sử dụng các chất chiết xuất từ củ để điều trị bệnh vàng da. Các bộ tộc Jatapu và Kaya đắp bột củ nóng ấm để điều trị các bộ phận cơ thể bị sưng tấy. Phụ nữ các bộ tộc Jatapu và Savara ăn củ luộc để tăng tiết sữa. Các bộ tộc Khand đắp bột củ lên đầu để làm mát. Người Kukus-Mukus ăn củ tươi và cho rằng có tác dụng thanh lọc máu.